# Libaulelo
Libaulelo ist eine osttimoresische Aldeia im Suco Tibar (Verwaltungsamt Bazartete, Gemeinde Liquiçá). 2015 lebten in der Aldeia 1257 Menschen.

## Geographie und Einrichtungen

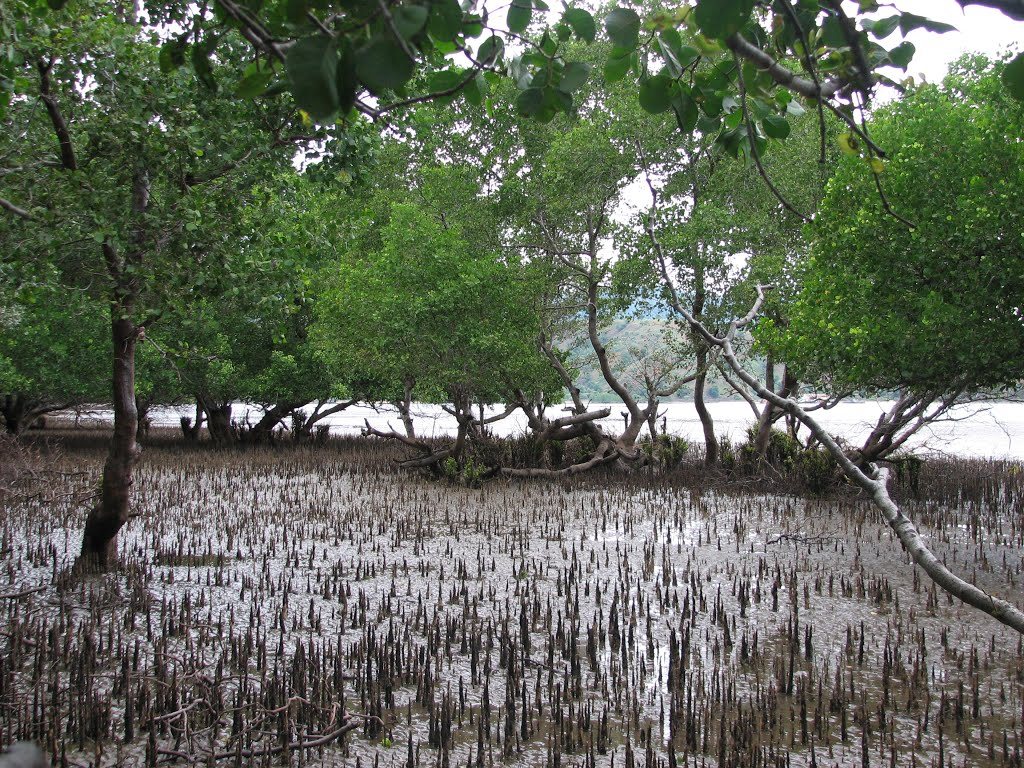
Mangroven in Tibar (2006)

Libaulelo liegt im Nordwesten des Sucos Tibar und nimmt den Großteil der Bucht von Tibar ein. Östlich liegt die Aldeia Fatunia und südlich die Aldeias Turleu und Mau-Soi. Im Westen grenzt Libaulelo an den Suco Ulmera. Die Überlandstraße von Dili nach Liquiçá führt entlang der Küste, während eine zweite nach Süden abzweigt. Den Westen der Bucht von Tibar nimmt der Frachthafen von Dili ein, während am östlichen Ufer Mangroven wachsen. Mit einem Wiederaufforstungsprogramm versucht man den Bestand zu vergrößern.
Im Zentrum der Aldeia liegt der Ort Tibar. Hier befinden sich das lokale Forstamt, eine Polizeistation, eine Grundschule und ein Hospital. Westlich vom Ort liegt an der Straße nach Liquiçá die Siedlung Kampungbaru (deutsch Neues Dorf). Im Nordosten reicht das Dorf Husbuk mit ein paar Häusern nach Libaulelo hinein.
Zwischen dem Ort Tibar und der Siedlung Kampungbaru mündet der Rihlu in die Bucht von Tibar.

## Politik
2023 wurde Abilio da Silva zum Chefe de Aldeia gewählt.